# Prima Divisione 2004-2005 (Arabia Saudita)
La Prima Divisione 2004-2005 è stata la ventottesima stagione della seconda serie del campionato saudita di calcio.
Iniziata il 18 novembre 2004 e terminato il 19 maggio 2005, ha visto trionfare l'Al-Hazem.

## Classifica finale
|  | Pos. | Squadra     | Pt | G  | V  | N  | P  | GF | GS | DR  |
|  | ---- | ----------- | -- | -- | -- | -- | -- | -- | -- | --- |
|  | 1.   | Al-Hazem    | 55 | 26 | 16 | 7  | 3  | 46 | 20 | +26 |
|  | 2.   | Abha        | 46 | 26 | 13 | 8  | 5  | 54 | 31 | +23 |
|  | 3.   | Al-Ra'ed    | 41 | 26 | 11 | 8  | 7  | 38 | 30 | +8  |
|  | 4.   | Hajer       | 41 | 26 | 11 | 8  | 7  | 30 | 30 | 0   |
|  | 5.   | Al-Taawoun  | 40 | 26 | 11 | 7  | 8  | 45 | 33 | +12 |
|  | 6.   | Al-Shoalah  | 39 | 26 | 12 | 3  | 11 | 38 | 30 | +8  |
|  | 7.   | Al-Faisaly  | 38 | 26 | 10 | 8  | 8  | 28 | 16 | +12 |
|  | 8.   | Al-Khaleej  | 36 | 26 | 9  | 9  | 8  | 27 | 33 | -6  |
|  | 9.   | Al-Jabalain | 33 | 26 | 8  | 9  | 9  | 29 | 27 | +2  |
|  | 10.  | Al-Fateh    | 31 | 26 | 7  | 10 | 9  | 32 | 30 | +2  |
|  | 11.  | Al-Fayha    | 27 | 26 | 6  | 9  | 11 | 21 | 31 | -10 |
|  | 12.  | Najran      | 27 | 26 | 6  | 9  | 11 | 21 | 31 | -10 |
|  | 13.  | Hamada      | 24 | 26 | 6  | 6  | 14 | 31 | 54 | -23 |
|  | 14.  | Al-Najma    | 13 | 26 | 3  | 14 | 19 | 20 | 62 | -42 |

      Promosse in Lega saudita professionistica 2005-2006.
      Retrocesse in Seconda Divisione 2005-2006.
Tre punti per la vittoria, uno per il pareggio, zero per la sconfitta.
In caso di arrivo di due o più squadre a pari punti, la graduatoria verrà stilata secondo la classifica avulsa tra le squadre interessate che prevede, in ordine, i seguenti criteri:
- Punti negli scontri diretti
- Differenza reti negli scontri diretti
- Differenza reti generale
- Reti realizzate in generale
- Sorteggio

Note: